# Graisse alimentaire
Pour les articles homonymes, voir graisse.

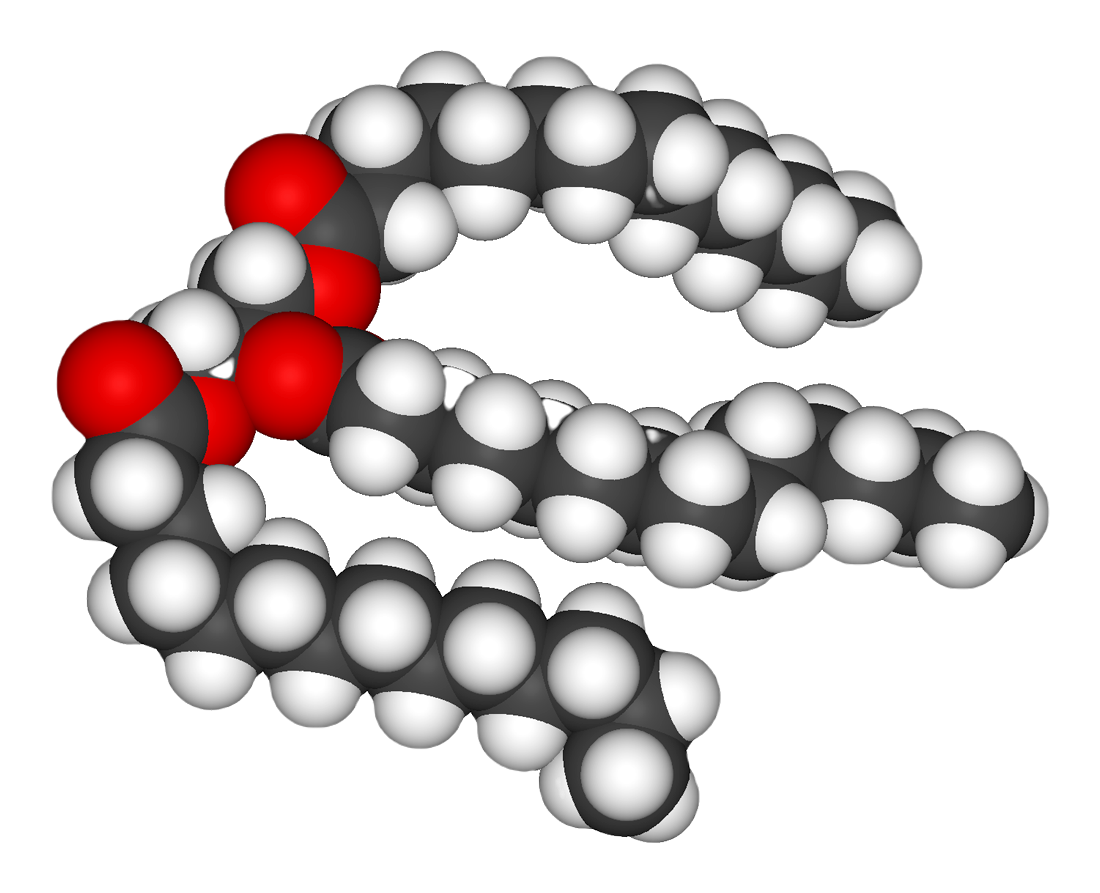
Molécule de triglycéride, constituant principal de la graisse.

La graisse alimentaire est un macronutriment énergétique constitué de matière grasse d'origine animale ou végétale et utilisée comme aliment.
On parle de graisse pour qualifier un lipide ayant une consistance solide à température ordinaire, pour différencier des huiles, liquides à cette température. Cependant, graisse est un terme générique qui est souvent pris en tant que synonyme de lipide quelle que soit la forme. Ainsi on dit que certaines vitamines ne sont pas solubles dans l'eau, mais le sont dans les graisses (voulant dire dans les graisses et dans les huiles).
C'est en 1827 que William Prout reconnut les graisses comme un important nutriment dans l'alimentation, au même titre que les protéines ou les sucres.
Les graisses jouent un rôle dans l'état de malnutrition. Un apport en excès de graisses conduit, partout dans le monde, à diverses formes de malnutrition, débouchant notamment sur l'obésité.[réf. souhaitée]

## Graisse végétale
La graisse végétale la plus connue est la graisse issue de la fève de cacao. C'est elle que l'on retrouve normalement dans la composition du chocolat, bien que la règlementation autorise 5 % de matières grasses qui ne sont pas tirées du cacao. Certains fabricants utilisent parfois de la graisse animale, comme le beurre laitier, pour la confection du chocolat.
À l'issue du pressage en vue de l'extraction de l'huile d'olive, une petite fraction de graisse est obtenue.

## Intérêts
La graisse permet la conservation alimentaire ; elle a notamment été utilisée pour la conservation de la viande. Elle apporte des lipides à la base de la formation de structures biologiques — cellules, organites — délimitées par des membranes. Les lipides assurent par ailleurs diverses autres fonctions biologiques notamment de signalisation cellulaire (signalisation lipidique) et de stockage de l'énergie métabolique par lipogenèse, énergie ensuite libérée notamment par β-oxydation.
La graisse alimentaire peut aussi servir de graisse utilisée en mécanique ou pour imperméabiliser le cuir par exemple.

## Rancissement de la graisse
Le rancissement de la matière grasse peut provenir de l'oxydation des acides gras insaturés qui produit des composés volatils de caractéristiques organoleptiques indésirables responsables de l'odeur de rance. Le rancissement peut également provenir de l'hydrolyse des triglycérides qui sont les principaux constituants de la matière grasse, cette hydrolyse libère les acides gras dont certains sont responsables d'un mauvais goût (goût de rance).

## Les graisses alimentaires et la santé
L'excès de graisse peut être à l'origine de maladies cardio-vasculaires, d'obésité.
Dans la réglementation de l'Union européenne, la teneur en acide érucique des huiles et graisses destinées à la consommation humaine ne peut dépasser 5 %, teneur calculée sur leur teneur totale en acides gras dans la phase grasse. Cette réglementation est en vigueur depuis le 1er juillet 1979 (Directive 76/621/CEE du Conseil, du 20 juillet 1976).